# Lock-in amplifier

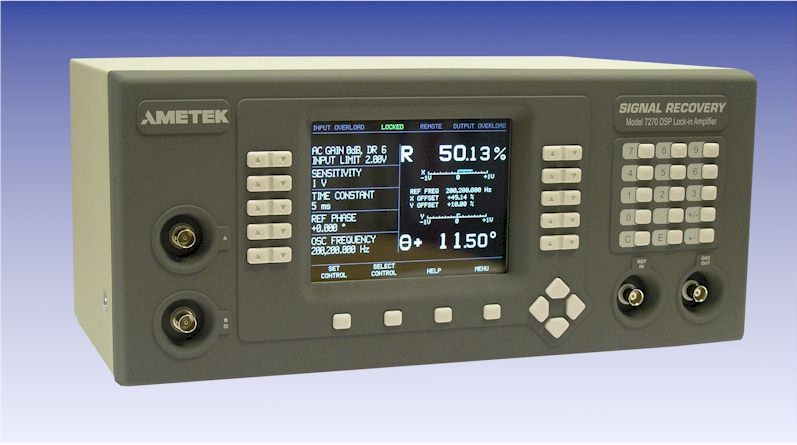
Un lock-in amplifier prodotto da Signal Recovery

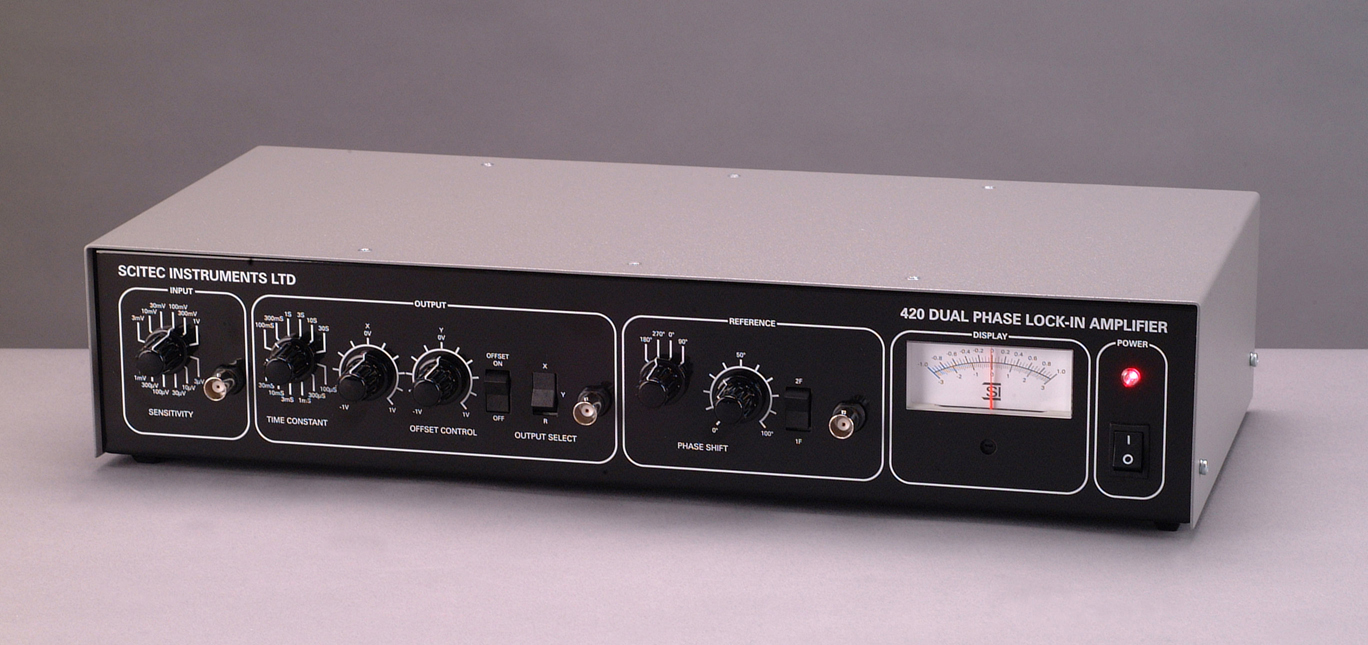
Lock-in amplifier analogico di Scitec Instruments

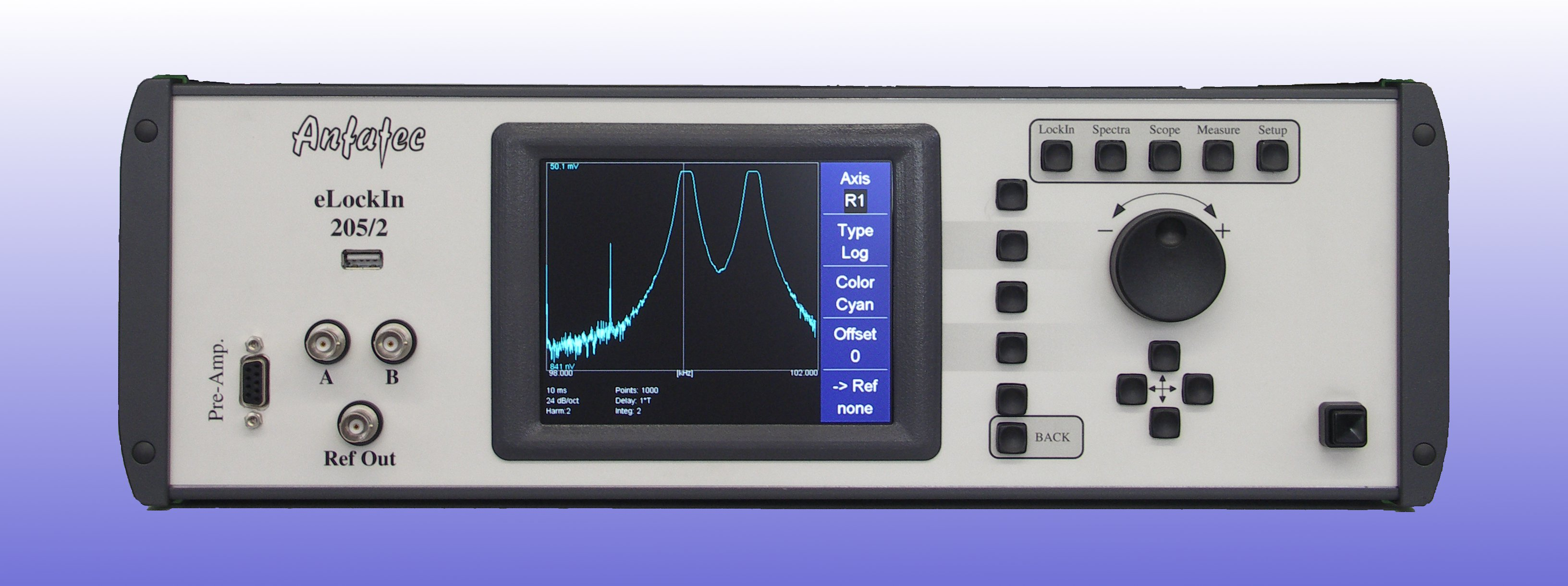
Lock-in amplifier con oscilloscopio integrato da Anfatec

Un lock-in amplifier (conosciuto anche come phase-sensitive detector) è un tipo di amplificatore che può estrarre un segnale con una portante conosciuta da un ambiente estremamente rumoroso. È essenzialmente un ricevitore omodina con un filtro passa basso a banda molto stretta. I lock-in amplifier usano un mixer per convertire il segnale ad alta frequenza in una componente DC o comunque a frequenza molto bassa.
Il lock-in amplifier fu inventato da Robert Dicke, fisico della Princeton University che fondò l'azienda Princeton Applied Research (PAR) per commercializzare il prodotto. Il marchio PAR viene ora usato per strumenti elettrochimici, mentre aziende Signal Recovery continuano a progettare e produrre lock-in amplifiers.

## Principio di base
Il funzionamento del lock-in amplifier si basa sull'ortogonalità delle sinusoidi. In pratica, quando un segnale sinusoidale di frequenza ν viene moltiplicata per un'altra sinusoide di frequenza μ diversa da ν e integrata in un intervallo maggiore del periodo delle due funzioni, il risultato è zero. Nel caso in cui μ è uguale a ν e le due funzioni sono in fase, il valore medio è pari a metà del prodotto delle ampiezze.
In sostanza, un lock-in amplifier prende il segnale di ingresso, lo moltiplica per un segnale di riferimento (che può essere sia prodotto dall'oscillatore interno che da una fonte esterna) e lo integra in un tempo specificato, tipicamente dell'ordine dei millisecondi o di pochi secondi. Il segnale risultante è essenzialmente una componente continua, dove il contributo di ogni altro segnale a frequenza diversa da quella di riferimento è teoricamente nulla. È nullo inoltre anche il contributo di sinusoidi in quadratura di fase con quella di riferimento, come succede nella modulazione in quadratura di un segnale. Per questo il lock-in amplifier è detto anche phase-sensitive detector.
Per un segnale di riferimento sinusoidale e una forma d'onda d'ingresso {\displaystyle U_{\mathrm {in} }(t)}, il segnale d'uscita DC {\displaystyle U_{\mathrm {out} }(t)} per un lock-in amplifier analogico può essere calcolato come:
{\displaystyle U_{\mathrm {out} }(t)={\frac {1}{T}}\int _{t-T}^{t}{\sin {\big (}2\pi f_{\rm {ref}}\,s+\phi {\big )}\,U_{\mathrm {in} }(s)}\;\mathrm {d} s}
dove {\displaystyle \phi } è un termine di fase che può essere settato sullo strumento (di default è zero). Si osservi che l'ultima formula può essere scritta come una convoluzione, usando la funzione
{\displaystyle F(t)={\frac {1}{T}}\,\mathrm {rect} \left({\frac {t}{T}}-{\frac {1}{2}}\right)}.
Si ha quindi
{\displaystyle U_{\rm {out}}(t)=F_{T}\ast {\Big (}\sin(2\pi \,f_{\rm {ref}}\cdot )\,U_{\rm {in}}{\Big )}},
dove il simbolo * denota il prodotto di convoluzione.
In pratica, in molte applicazioni del lock-in amplifier si richiede solo di ricostruire l'ampiezza del segnale, non la sua differenza di fase con quello di riferimento; un lock-in amplifier generalmente misura sia la componente in fase (X) che quella sfasata (Y) potendo così calcolare l'ampiezza (R).

## Funzionamento
I lock-in amplifier sono molto usati per misurare l'ampiezza e la fase di segnale coperti da rumore. Per ottenere ciò è necessario usare un filtro a banda molto stretta che rimuove il rumore indesiderato e lascia passare il segnale che deve essere misurato.
La frequenza del segnale che viene misurato e quindi anche la regione passa-banda del filtro è stabilita dal segnale di riferimento, che deve ovviamente essere alla stessa frequenza della modulazione del segnale da misurare.
Un lock-in amplifier di base può essere diviso in 4 stadi: uno stadio amplificatore di ingresso, il circuito di riferimento, un demodulatore e un filtro passa-basso.
- amplificatore di ingresso: il guadagno variabile preprocessa il segnale amplificandolo a un livello adatto per il demodulatore. A causa dell'elevato livello di rumore in ingresso, tale amplificatore deve essere a elevate prestazioni;
- circuito di riferimento: permette di shiftare la fase del segnale di riferimento;
- demodulatore: è essenzialmente un moltiplicatore. Prende il segnale di ingresso e il riferimento e li moltiplica. La risultante conterrà due componenti frequenziali, con pulsazione pari alla somma e alla differenza di quelle dei segnali moltiplicati. Se il segnale di riferimento e quello da misurare hanno la stessa frequenza, la differenza è zero, e si ottiene quindi una componente DC proporzionale all'ampiezza del segnale di ingresso e al coseno della differenza di fase tra i segnali. Aggiustando la fase del segnale di riferimento con il circuito apposito, tale differenza di fase può essere portata a zero in modo da ottenere all'uscita del demodulatore una componente DC proporzionale al solo segnale da misurare. Il rumore è però ancora presente con ampiezza anche 1000 volte maggiori della componente continua.
- filtro passa basso: poiché le componenti di rumore sul segnale di ingresso sono a frequenze diverse da quella di riferimento, la somma e la differenza delle pulsazioni non sarà zero e non contribuirà quindi al livello della componente DC del segnale di uscita. Per ottenere la sola componente DC è sufficiente usare un filtro passa basso a banda molto stretta che elimina le componenti di rumore.

Questa è l'idea di base su cui si basa il funzionamento del lock-in amplifier, mentre nella realtà tali strumenti sono molto più complessi, perché devono tenere conto della presenza di offset che vanno rimossi e del rumore prodotto dallo strumento stesso.

## Applicazione alla misura di segnale in un ambiente rumoroso
L'idea essenziale nella ricostruzione del segnale è che il rumore elettrico è distribuito su un ampio spettro, molto più ampio di quello del segnale da misurare. Nel semplice caso di un rumore bianco, anche se il valore efficace del rumore è 106 volte più grande del segnale da ricostruire, se la banda dello strumento di misura può essere ridotta di un fattore maggiore di 106 intorno alla frequenza del segnale, la ricostruzione può essere effettuata. Ad esempio in un sistema con banda di 100 MHz (un tipico oscilloscopio), un filtro con una banda di 100 Hz risulta sufficiente.
In pratica, anche se il segnale e il rumore sono indistinguibili nel dominio del tempo, se il segnale ha una frequenza ben definita e non ci sono picchi di rumore nei dintorni di tale banda, il rumore e il segnale possono essere separati abbastanza efficientemente nel dominio della frequenza.
Se il segnale è invece lentamente variabile o addirittura costante, allora viene generalmente coperto dal rumore 1/f. In questi casi è necessario usare altri metodi per modulare il segnale. Per esempio, per rilevare un debole segnale luminoso in un ambiente con luce molto forte, il segnale può essere modulato con un optical chopper, un modulatore acusto-ottico o fotoelastico a una frequenza sufficientemente alta in modo che il rumore 1/f non risulti più significativo. Al lock-in amplifier deve essere poi data in ingresso anche la frequenza di riferimento usata per la modulazione. Nel caso del microscopio a forza atomica, per ottenere risoluzione di nanometri e di piconewton, la posizione della microleva (cantilever) è modulata ad alta frequenza, alla quale è riferito il lock-in amplifier.
Quando viene usato il lock-in amplifier, è necessario porre molta attenzione alla calibrazione del segnale, poiché in genere questo strumento rileva solo il valore efficace del segnale alla frequenza di lavoro. Per una modulazione sinusoidale, questo introduce un fattore {\displaystyle {\sqrt {2}}} tra l'uscita del lock-in amplifier e l'ampiezza di picco del segnale, e un fattore diverso per una modulazione non sinusoidale. Per sistemi fortemente non lineari, può essere vantaggioso usare una armonica più elevata per il riferimento di frequenza.